# Достопримечательности Бухары

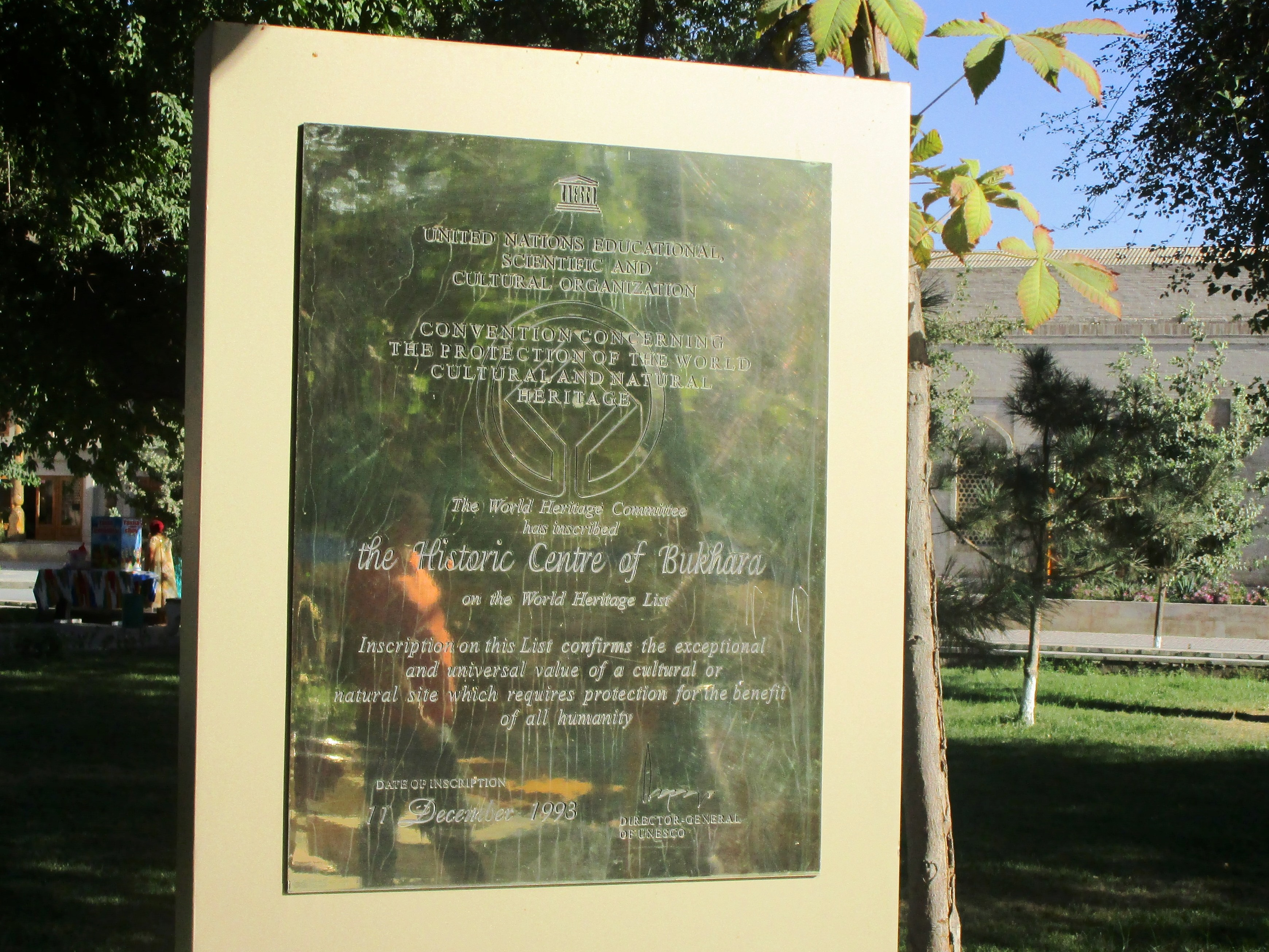
Решение ЮНЕСКО о включении старой части Бухары в список наследия ЮНЕСКО от 21 декабря 1993 года

Бухара — древний город-музей, на территории которого сохранилось немало памятников среднеазиатского зодчества, относящихся к различным историческим периодам.  
Заселение Бухары началось в первых веках до нашей эры, но бурное развитие города, носившего в то время название Нумиджкет, произошло в VI—VII веках нашей эры. В IX веке Бухара провозглашена столицей государства Саманидов, а при Караханидах она становится крупнейшим политическим и экономическим центром Средней Азии. Во время опустошительного монгольского нашествия (1220 год) город был полностью разрушен. Сохранившиеся памятники домонгольского периода в Бухаре немногочисленны. Это, прежде всего, мавзолей Саманидов и минарет Калян, а также фасад мечети Магоки-Аттари и уцелевшая в пригородной зоне старой Бухары Намазгох. 
После разрушительных набегов Чингисхана и ильхана Абаки Бухара постепенно восстанавливается и в XIV веке становится одним из самых значительных городов Мавераннахра. При Тимуридах в городе происходят грандиозные градостроительные и фортификационные преобразования, вновь появляются монументальные здания, преимущественно культовые. От этого периода сохранились мечеть Калян, Чашма-Аюб, медресе Улугбека.
Большинство исторических построек Бухары относится к XVI—XVII векам, когда она становится столицей династии Шейбанидов, а затем Аштарханидов. В этот период были построены большинство мечетей и медресе, караван-сараев, крытых рынков и бань, крепостных стен и ворот, а также крупные архитектурные ансамбли и усыпальницы. 
В более позднее время с угасанием торговли по Великому шёлковому пути Бухара пришла в запустение, и строительство масштабных сооружений было свёрнуто. Тем не менее, правящая династия Мангытов также внесла свой вклад в современный облик города. Бухарские эмиры возвели новые и дополнили старые постройки в Арке, а также построили величественный загородный дворец Ситораи Мохи-хоса.
В 1993 году исторический центр Бухары вместе с архитектурными ансамблями её пригородов внесён в список Всемирного наследия ЮНЕСКО.
Ниже представлен список основных достопримечательностей города, возраст которого насчитывает более двух тысячелетий.

## Укрепления
| Фото | Название               | Координаты                      | Время постройки     | Описание |
| ---- | ---------------------- | ------------------------------- | ------------------- | --- |
|      | Арк                    | 39°46′40″ с. ш. 64°24′39″ в. д. | XVII — нач. XX века | Городская цитадель и обитель Бухарских эмиров. Большинство сохранившихся строений относятся к XIX—XX векам (коронационный зал с колонными айванами, двор кушбеги, зал барабанщиков и музыкантов, эмирские конюшни и помещения некоторых канцелярий). Несколько старше джума-мечеть (XVII век) и входные Регистанские ворота (возможно XVI век). Бо́льшая часть Арка является археологическим заповедником. |
|      | Городские стены Бухары | 39°46′43″ с. ш. 64°23′50″ в. д. | XVI век             | Сохранились два крупных фрагмента внешних крепостных стен средневековой Бухары. Первый, с воротами Талипач, находится в северо-западной части города в районе парка Саманидов, второй, с воротами Каракуль, — в юго-западной части в районе улицы Мухаммада Икбола. Стены из пахсового кирпича высотой 10 и толщиной 5 метров с зубчатым парапетом.                                                       |
|      | Ворота Талипач         | 39°46′43″ с. ш. 64°23′51″ в. д. | XVI век             | Одни из двух дошедших до нашего времени ворот Бухары. |

## Архитектурные ансамбли и комплексы
| Фото | Название                      | Координаты                      | Время постройки         | Описание |
| ---- | ----------------------------- | ------------------------------- | ----------------------- | --- |
|      | Мавзолей Бахауддина Накшбанда | 39°48′09″ с. ш. 64°32′11″ в. д. | XVI—XIX века            | Культово-мемориальный ансамбль в загородной зоне Бухары, в селении Касри-Арифон. Его ядром является мазар суфия Бахауддина Накшбанда. В состав комплекса входят ханака (1544/1545), медресе (XVII век), женская мечеть (1711) с минаретом (1720) и мужская мечеть (XIX век). На заднем дворе комплекса находится некрополь ханов и эмиров Бухары. |
|      | Ляби-хауз                     | 39°46′23″ с. ш. 64°25′12″ в. д. | XVI—XVII века           | Ансамбль одной из центральных площадей старой Бухары, включает в себя медресе Кукельдаш (1568/1569), ханаку Диван-Беги (1619/1620) и медресе Диван-Беги (1622), сгруппированные вокруг хауза (1620). В 1979 году в небольшом сквере перед медресе Диван-Беги был установлен памятник Ходже Насреддину работы скульптора Якова Шапиро и архитектора Константина Крюкова, ставший неотъемлемой частью ансамбля. |
|      | Пои-Калян                     | 39°46′33″ с. ш. 64°24′54″ в. д. | XII—XVI века            | Центральный ансамбль Бухары, формирование которого началось в XII веке. Включает мечеть Калян, которую строили ещё Тимуриды, а завершали Шейбаниды, медресе Мири Араб (первая половина XVI века), и минарет Калян (1127) — одна из старейших построек города. К ансамблю с юга примыкает медресе Алим-хана, последнего эмира Бухары (начало XX века). |
|      | Чор-Бакр                      | 39°46′28″ с. ш. 64°20′04″ в. д. | XVI—XX века             | Некрополь шейхов Джуйбари, расположенный в западной пригородной зоне Бухары, в кишлаке Сумитан. Главный архитектурный комплекс, включающий мечеть, медресе и ханаку, был построен в 1560—1563 годах. На протяжении нескольких веков некрополь разрастался. В нём появились дорожки-улицы и огороженные дворики с воротами-дарваза, заполненные фамильными дахмами и надгробиями, благодаря чему Чор-Бакр получил неофициальное название «Город мёртвых». В XX веке на главной оси основного комплекса был построен небольшой минарет, повторяющий в миниатюре минарет Калян. |
|      | Ансамбль Ходжа-Гаукушан       | 39°46′20″ с. ш. 64°24′57″ в. д. | 2-я половина XVI века   | Архитектурный комплекс, возведённый на месте бывшей скотобойни (гаукушан — убивающий быков). Наиболее старой его постройкой является медресе Гаукушан (1570). Оно построено на развилке дорог, из-за чего имеет необычную трапециевидную форму. В 1598 году напротив медресе, на противоположном берегу древнего канала Шахруд, была возведена пятничная мечеть Ходжа. Ко 2-й половине XVI века относят и входящий в состав комплекса минарет Ходжа Калон. Это второй по величине минарет в Бухаре, воспроизводящий в меньших размерах минарет Калян.                        |
|      | Комплекс Халифа Худойдод      | 39°46′08″ с. ш. 64°24′00″ в. д. | 2-я половина XVIII века | Комплекс состоит из ханаки, небольшого медресе на 40 худжр, сардобы и пристройки для омовения (тахоратхона). |
|      | Комплекс Ходжа-Зайнутдин      | 39°46′30″ с. ш. 64°24′44″ в. д. | 1-я половина XVI века   | Комплекс состоит из ханаки-мечети и хауза, который считается самым древним на территории Бухары. В западной нише здания находится мазар Ходжа Турк, предположительно место упокоения Ходжи Зайнутдина. |
|      | Комплекс Боло-хауз            | 39°46′39″ с. ш. 64°24′28″ в. д. | 1712—1917               | Джума-мечеть с минаретом и хаузом. Мечеть и хауз сооружены в 1712 году, минарет возведён в 1917 году зодчим Ширином Мурадовым. |

## Мавзолеи
| Фото | Название                     | Координаты                      | Время постройки       | Описание |
| ---- | ---------------------------- | ------------------------------- | --------------------- | --- |
|      | Мавзолей Саманидов           | 39°46′37″ с. ш. 64°24′02″ в. д. | рубеж IX—X веков      | Древнейший архитектурный памятник на территории Бухары и первое в среднеазиатском зодчестве здание из жжёного кирпича. Кирпич использован как конструктивный и декорообразующий материал. В мавзолее три захоронения, одно из которых принадлежит Ахмаду ибн Исмаилу, сыну Исмаила Самани, а два других не идентифицированы. |
|      | Мавзолей Буян-Кули-хана      | 39°46′00″ с. ш. 64°26′40″ в. д. | около 1358 года       | Мавзолей монгольского хана Буян-Кули (ум. в 1358 году), некогда часть суфийского комплекса — ханаки Фатхабад, существовавшего в XIII—XVIII веках. Здание портально-купольной композиции, состоящее из зиаратханы и гурханы с узким обводным коридором. Это один из ранних примеров двухкамерного мавзолея. |
|      | Мавзолей Сайф ад-Дин Бохарзи | 39°46′00″ с. ш. 64°26′41″ в. д. | 2-я половина XIV века | Мавзолей богослова и мистика Сайф ад-Дина Бохарзи. Двухкамерное (зиаратхана и гурхана) здание с двумя овоидальными куполами и монументальным порталом (портал пристроен в XV или XVI веке). Некогда часть более обширного суфийского комплекса — ханаки Фатхабад. Установленное в гурхане деревянное надгробие Сайф ад-Дина Бохарзи — один из шедевров резьбы по дереву средневекового Востока.                                                                                  |
|      | Мавзолей Чашма-Аюб           | 39°46′42″ с. ш. 64°24′08″ в. д. | 1380 год              | Мемориально-культовое здание над легендарным колодцем (чашмой) пророка Айюба (в христианстве — Иова). Это четыре помещения, каждое из которых увенчано куполом. В одном из помещений находится колодец, в другом — несколько не идентифицированных захоронений. Надпись над входом утверждает, что здание было построено в 1379/1380 году, однако сам колодец значительно древнее. Есть сведения, что первый мазар над чашмой Аюба был построен ещё в XII веке, при Караханидах. |

## Медресе и ханаки
| Фото | Название                                  | Координаты                      | Время постройки                                | Описание |
| ---- | ----------------------------------------- | ------------------------------- | ---------------------------------------------- | --- |
|      | Кош-медресе                               | 39°46′28″ с. ш. 64°24′19″ в. д. | 2-я половина XVI века                          | Ансамбль из двух медресе был построен в приёме «кош» бухарским ханом Абдуллой II. Первое по времени постройки здание — медресе Модари-хан (1566/1567) — правитель Бухары посвятил своей матери (модари хан — дословно мать хана). Это небольшое двухэтажное медресе с двухайванным двором. Главный фасад имеет заметный скос, из-за чего здание в плане имеет трапециевидную форму. Второе медресе — медресе Абдуллахана — было построено в 1588-1590 годах. Оно имеет весьма значительные размеры и оригинальную организацию помещений вокруг четырёхайванного двора: по главному фасаду здания, перед мечетью и дарсханой, имеется дополнительный ряд худжр, которые, сочетаясь в углах с восьмигранными комнатами, образуют самостоятельные блоки. Интересна и западная группа помещений, образующих октогональный зал. |
|      | Медресе Улугбека и медресе Абдулазиз-хана | 39°46′35″ с. ш. 64°25′03″ в. д. | 1417 год, 1652 год                             | Комплекс из двух разновременных зданий, возведённых в приёме «кош». Медресе Улугбека построено в 1417 году зодчим Исмаилом Исфахани. Двухайванный двор с двумя этажами худжр, дарсханой и мечетью. Первоначальный декор был весьма скромным. Майоликовая облицовка появилась только в 1585 году. Памятник отличает равновесие форм и строгость пропорций. Именно медресе Улугбека в Бухаре стало образцом для более поздних медресе по всей Средней Азии. Медресе Абдулазиз-хана — последнее по времени постройки монументальное медресе в Бухаре (1652). Зодчий Мухаммед Салих, мастера декора Мим Хакан и Мухаммед Амин. Двухэтажное строение с четырёхайванным двором. В углах главного фасада дарсханы, в глубине двора на центральной оси — мечеть. Медресе было относительно благоустроено: имелась примитивная система канализации и камины для отопления. В декоре впервые использована жёлтая краска. Помимо традиционных растительных и орнаментальных узоров в оформлении фасадов можно встретить изображения китайских драконов и птицы счастья Симург. |
|      | Медресе Мири Араб                         | 39°46′34″ с. ш. 64°24′56″ в. д. | 1-я половина XVI века                          | Часть комплекса Пои Калян. Построено шейхом Сайидом Абдуллой аль-Йамани при финансовой поддержке хана Убайдуллы. Составляет «кош» с мечетью Калян. Четырёхайванный двор окружён двумя этажами худжр. Угловые помещения главного фасада оборудованы под мечеть и гурхану и увенчаны двойными куполами, покрытыми бирюзовой плиткой. В восточных углах медресе — дарсханы. Из внутреннего убранства особенно интересна гурхана. Медресе действующее. |
|      | Медресе Мулло Турсунжон                   | 39°46′26″ с. ш. 64°24′45″ в. д. | XVI век                                        | «Типовое» бухарское медресе времён правления Шейбанидов. Примечательно, разве что, своими размерами и тем, что в эпоху своего расцвета входило в пятёрку самых престижных учебных заведений Бухары. Массивное двухэтажное строение с остатками декора на главном фасаде. |
|      | Медресе Кукельдаш                         | 39°46′26″ с. ш. 64°25′15″ в. д. | 1568/1569 год                                  | Часть ансамбля Ляби-хауз. Построено царедворцем и меценатом Низамом Кульбабой кукельдашем. Это самое большое медресе Бухары. Его размер 86х69 метров. 160 худжр сгруппированы в два этажа вокруг двухайванного двора. Внутренняя мечеть и дарсхана расположены в углах главного фасада. В углах заднего фасада вместо дарсхан устроены восьмигранные вестибюли, вокруг которых группируются радиально расположенные худжры. Необычно решение боковых фасадов: часть худжр второго яруса имеют лоджии, выходящие на улицу. Наружный декор здания скромен, но в интерьерах привлекают внимание сложные сетчато-звёздчатые плафоны. Представляют интерес настенные картины в дарсхане, написанные в 1930-х годах в стиле соцреализма. Медресе Кукельдаш известно тем, что в нём учился писатель Садриддин Айни, о чём напоминает мемориальная доска в нише входного портала. |
|      | Ханака Диван-Беги                         | 39°46′23″ с. ш. 64°25′10″ в. д. | 1619—1620 годы                                 | Часть ансамбля Ляби-хауз. Построена визирем Имамкули-хана Надиром диван-беги для суфийской общины джуйбарского шейха Ходжи Хашима. Несмотря на небольшие размеры, здание выглядит массивным за счёт сильно вытянутого вверх узкого портала главного фасада. Центральный зал ханаки высокий, почти готический, с прекрасной акустикой. Вокруг зала в два этажа сгруппированы худжры и подсобные помещения. |
|      | Медресе Диван-Беги                        | 39°46′23″ с. ш. 64°25′17″ в. д. | 1622—1623 годы                                 | Часть ансамбля Ляби-хауз. Первоначально было построено Надиром диван-беги как караван-сарай, но почти сразу переделано в медресе. По этой причине у здания отсутствуют традиционный мион-сарай (вестибюль), дарсханы и внутренняя мечеть. Зато сохранился характерный для караван-сараев дополнительный проезд на задний двор, предназначавшийся для вьючного скота. Особый интерес представляет мозаичное оформление пештака: помимо традиционных растительных, геометрических и эпиграфических узоров на его тимпане изображены птицы счастья Симург. |
|      | Медресе Валидаи Абдулазиз-хана            | 39°45′57″ с. ш. 64°24′13″ в. д. | 2-я половина XVI века — 2-я половина XVII века | Предположительно построено матерью хана Абдуллы II как мечеть. В правление Абдулазиз-хана здание было приспособлено под медресе путём пристройки дополнительных помещений, предназначенных для проживания студентов. Это сочетание гузарной мечети и учебного заведения выделяет медресе Валидаи на фоне других исторических зданий Бухары. |
|      | Медресе Джуиборий Калон                   | 39°46′00″ с. ш. 64°24′12″ в. д. | XVII век                                       | Одноэтажное медресе, построенное на берегу большого хауза (Хаузи нау). Согласно вакуфной грамоте XVII века жертвовательницей вакфа (земельного надела) под строительство учебного заведения была Ой-пошшо-биби, слепая дочь джуйбарского шейха Абдурахима Ходжи. Считается, что медресе было женским. |
|      | Медресе Гозиен                            | 39°46′12″ с. ш. 64°24′48″ в. д. | XVI в.                                         | Старинное одноэтажное медресе, в XIX веке являвшееся частью большого исламского образовательного центра. Этот центр состоял из учебного корпуса — медресе Мулло Мухаммад-Шариф, — и двух студенческих общежитий — Гозиён Калон и Гозиён хурд. Медресе Гозиён — это общежитие Гозиён Калон, единственное сохранившееся до наших дней здание образовательного центра. |
|      | Файзабад ханака                           | 39°46′45″ с. ш. 64°26′17″ в. д. | 1598—1599 годы                                 | Построена суфием Мавлоно Поянда-Мухаммад Ахси Файзободи в пригороде старой Бухары, в местности Файзабад. Первоначально называлась «Шохи Ахси». Здание с центральным купольным залом и группой худжр, обведённое с трёх сторон открытой арочно-купольной галереей. Главный фасад имеет трёхступенчатое строение: арки галереи переходят в двухъярусные ниши, а затем в сводчатый портал. В интерьере особенно примечательно оформление купола главного зала. |
|      | Медресе Халифа Ниязкул (Чор-Минор)        | 39°46′29″ с. ш. 64°25′38″ в. д. | 1807 год                                       | Частично сохранившееся медресе, построенное на средства туркменского купца Халифа Ниязкула. Часть двора, обнесённая с двух сторон одноэтажными худжрами, айван летней мечети, бассейн-хауз и превратное сооружение – чартак или дарвазахана — центрическое четырёхарочное строение с куполом, над угловыми устоями которого возвышаются четыре башни-минарета, увенчанные голубыми куполами. |

## Мечети
| Фото | Название                     | Координаты                      | Время постройки          | Описание |
| ---- | ---------------------------- | ------------------------------- | ------------------------ | --- |
|      | Мечеть Калян и минарет Калян | 39°46′33″ с. ш. 64°24′51″ в. д. | окончена в 1514 году     | Часть ансамбля Пои Калян. Минарет Калян — главный символ Бухары и её архитектурная доминанта. Построен из жжёного кирпича усто Бако по заказу караханидского правителя Арслан-хана. Высота — 46,5 метров, диаметр у цоколя — 9 метров. Украшен 12 декоративными поясами геометрических и эпиграфических узоров. Мечеть Калян — соборная мечеть Бухары площадью 1 га, вмещающая от 10 до 12 тысяч верующих. Её строительство началось в первой половине XV века при Тимуридах, а завершилось в 1514 году при шейбаниде султане Убайдулле. Большой четырёхайванный двор окружён галереей с 288 куполами на 208 кирпичных колоннах. Очень высокое главное здание мечети — максура — портально-купольной композиции. В надписях на михрабе сохранилось имя мастера декора Баязида Пурани. |
|      | Мечеть Боло-хауз             | 39°46′39″ с. ш. 64°24′26″ в. д. | 1712 — начало XX века    | Часть ансамбля Боло-хауз. Вторая по размеру после масджиди Калян пятничная мечеть Бухары. Состоит из купольного здания зимней мечети (1712) и летнего айвана, пристроенного в начале XX века. Айван — наиболее яркая часть мечети. Его плоская крыша поддерживается 20 деревянными колоннами из ореха, вяза и тополя. Поперечные балки делят потолок на многоцветные прямоугольные кассеты. |
|      | Мечеть Балянд                | 39°46′16″ с. ш. 64°24′17″ в. д. | начало XVI века, XIX век | Мечеть Балянд («Высокая») — самая старая гузарная мечеть Бухары. Своё название она получила из-за высокого цоколя, на котором построено зимнее помещение с Г-образным айваном. Зимняя мечеть датируется началом XVI века, айван был построен в XIX веке взамен старого, возможно, близкого по типу. В интерьере примечателен подвесной потолок — яркий образец плотницкого и столярного искусства. |
|      | Мечеть Курпа                 | 39°46′25″ с. ш. 64°25′00″ в. д. | 1637 год                 | Мечеть Курпа, или Магоки-Курпа («впадина у базара одеял») — одна из двух заглублённых мечетей Бухары. Построена джуйбарским шейхом Ходжой Калоном. Двухъярусное многокупольное (по 12 куполов в каждом ярусе) прямоугольное строение размером 15x24 метра. Нижний ярус, служащий зимней мечетью, более чем наполовину находится ниже поверхности земли. На верхнем ярусе расположена летняя мечеть. Её центральный купол возвышается над землёй на 20 метров. |
|      | Магоки-Аттари                | 39°46′23″ с. ш. 64°25′06″ в. д. | XII—XIV века             | Ещё одна заглублённая мечеть. Построена на месте зороастрийского храма богини Луны, отсюда второе название мечети — Мох. Несколько раз разрушалась и восстанавливалась. Сохранившееся до нашего времени здание относится к XVI веку. Шестиколонный многокупольный интерьер мечети лишён всякого декора. Лишь в 1930-х годах советские археологи на глубине 4,5 метра обнаружили сохранившийся с 12 века южный фасад, который и является главной достопримечательностью мечети. В его оформлении применены фигурные кирпичные кладки, резные кирпичики и терракотовые плитки. Любопытны устои портального свода — сомкнутые четвертные колонны являются пережитком гофр раннесредневековой архитектуры.                                                                                |
|      | Мечеть Намазгох              | 39°45′42″ с. ш. 64°24′43″ в. д. | XII—XVI века             | Построена в 1119 году правителем Бухары Арслан-ханом в виде 38-метровой кирпичной стены с цоколем, настенной глухой аркатурой и нишей михраба в центре. В XVI веке к стене была пристроена арочно-купольная галерея с порталом и павильонообразный минбар. |

## Торговые купола
| Фото | Название             | Координаты                      | Время постройки       | Описание |
| ---- | -------------------- | ------------------------------- | --------------------- | --- |
|      | Токи Саррофон        | 39°46′20″ с. ш. 64°25′07″ в. д. | середина XVI века     | Токи Саррофон — купол менял. Располагается на пересечении двух дорог некогда соединявших Регистан с рабатом. Над перекрёстком возведён высокий купол на пересекающихся подпружных арках, над примыкающими участками входящих улиц — перекрытие из четырёх пересекающихся арок. |
|      | Токи Заргарон        | 39°46′35″ с. ш. 64°24′59″ в. д. | 1569/1570 год         | Токи Заргарон — купол ювелиров. Первый и крупнейший из крытых базаров Бухары. Прямоугольное здание на пересечении двух улиц. Центральный объём перекрыт большим куполом на восьмигранном барабане, снаружи прикрытом шестнадцатигранной призмой со световыми окнами. Вокруг размещены лавки и мастерские, также перекрытые маленькими куполами.                                        |
|      | Токи Тельпак-Фурушон | 39°46′26″ с. ш. 64°25′02″ в. д. | 2-я половина XVI века | Токи Тельпак-Фурушон — купол торговцев головными уборами. Построен над скрещением пяти улиц. Каждый вход оформлен порталом. Коленчатые повороты позволили строителям перейти к правильной шестигранной форме центрального объёма, перекрытого куполом с большими окнами в его основании. Вокруг главного купола расположены маленькие купола, возведённые над проездами и мастерскими. |
|      | Тим Абдулла-хан      | 39°46′31″ с. ш. 64°25′01″ в. д. | 1577 год              | Тим предназначался для торговли шёлковыми тканями. Это прямоугольное в плане многокупольное и многостолпное здание с единственным входом. Центральный зал перекрыт куполом на восьмигранном основании. Вокруг него размещаются лавки и взаимосвязанные сводчатые галереи. |

## Другие достопримечательности
| Фото | Название             | Тип                             | Время постройки                        | Описание |
| ---- | -------------------- | ------------------------------- | -------------------------------------- | --- |
|      | Бухарский зиндан     | 39°46′45″ с. ш. 64°24′50″ в. д. | конец XVIII века                       | Тюрьма времён Бухарского эмирата. Построена из жжёного кирпича на возвышенности к северо-востоку от Арка. Рассчитана на единовременное содержание 40 заключённых. Внутри периметра мощных крепостных стен расположены подземная темница диаметром 5 и глубиной 6,5 метров, клоповая яма (карцер), несколько камер для должников и небольшой двор для прогулок. |
|      | Ситораи Мохи-хоса    | 39°48′47″ с. ш. 64°26′28″ в. д. | последняя четверть XIX века — 1918 год | Ситораи Мохи-хоса (дворец, подобный Луне и Звёздам) — загородный дворец бухарских эмиров. Представляет собой смесь европейского и бухарского стилей. В его строительстве участвовали лучшие узбекские мастера во главе с усто Ширином Мурадовым, а также русские инженеры Сакович и Маргулис. Он включает в себя парадную въездную арку, внутренний двор с галереями, главный корпус с оранжереей перед открытым бассейном и гарем. Ситораи Мохи-хоса возведён на месте старого дворца, построенного усто Ходжа-Хафизом, от которого сохранилось только одно строение. Главной жемчужиной дворцового комплекса являются Белый зал и приёмная эмира, богато украшенные резьбой и росписью по ганчу. |
|      | Хазира Атаулла-ходжи |                                 | XVII век                               | Святыня является частью мемориального комплекса Чор-Бакр |